# Мункачи, Бернат
Бе́рнат Му́нкачи (венг. Munkácsi Bernát, 12 марта 1860, Надьварад, Трансильвания (ныне Орадя, Румыния) — 21 сентября 1937, Будапешт, Венгрия) — венгерский языковед, этнограф, литературовед и фольклорист. Академик Венгерской АН (с 1910 года).

## Биография
Бернат (Дов-Бер) Мункачи происходил из известной еврейской семьи. Его отец Адольф (Авраам Меер) Мунк (1830—1907) был автором прозаических произведений на иврите. Мать — Розалия Шали Мунк (урождённая Штейн, 1830—1914). Уже в детстве Бернат заинетерсовался народами Востока, в школе начал изучать турецкий язык, в университете — русский и финно-угорские. Он был студентом Жигмонда Симоньи, Йожефа Буденца и Армина Вамбери (в споре вокруг туранизма встал на сторону первого против второго). 
В 1882 году Мункачи окончил обучение в Будапештском университете и последующую свою жизнь целиком посвятил изучению финно-угорских и тюркских народов Поволжья и Западной Сибири (удмурты, ханты, манси, чуваши и др.) и их языковым и культурным связям с венграми, в том числе и непосредственным полевым исследованиям. Так, в 1880 году он изучал диалекты чанго в румынской провинции Молдова с Игнацом Куношем, за что получил премию Венгерской академии наук, а в 1885 году он находился в Уфимской губернии, где с целью изучения местного населения посетил 6 уездов, занимался удмуртским языком со студентом педагогического училища Николая Ильминского Николаем Ивановичем Ивановым. Готовился к расшифровке вогульских текстов Антала Регули, в 1888 году сам отправился к манси с Кароем Папаи.
В 1915-1916 годы Мункачи находился в Эстергомском лагере, где записывал тексты от 25 пленённых в ходе Первой мировой войны российских солдат-удмуртов. С 1917 года собирал преимущественно с осетинским языковым материалом.
Исследования Берната Мункачи — как прикладные (огромная коллекция языковых текстов), так и теоретические (выводы из истории, сравнительного языкознания и диалектологии народов Поволжья и Западной Сибири), продолжают оставаться актуальными и очень ценными и в наше время. Он также был руководителем Пештской израэлитской (неологической иудейской) религиозной общины. 

## Основные работы
Основные научные работы Мункачи в области сравнительного языкознания, тюркологии, иранистики и этнографии. Некоторые из них изданы уже после смерти ученого другими финноугроведами:
- Votják nyelvmutatványok. Ugor füzetek 5., Budapest, 1884.
- Votják népköltészeti hagyományok., Budapest, 1887.
- A votják nyelv szótára., Budapest, 1890—1896.
- Vogul népköltési gyűjtemény. köt I—IV., Budapest, 1892, 1892, 1893, 1896. (A jegyzeteket tartalmazó 2. kötetek megjelenési évei: 1902, 1910, 1952, 1963 — az utóbbi kettőt Kálmán Béla rendezte sajtó alá; a II. részhez egy 3. kötet is megjelent 1921-ben.)
- A vogul nyelvjárások szóragozásukban ismertetve., Budapest, 1894.
- Déli osztják szójegyzék. (Pápai Károly gyűjtése alapján). Ugor füzetek 12., Budapest, 1896.
- Árja és kaukázusi elemek a finn-magyar nyelvekben I., Budapest, 1901.
- Volksbräuche und Volksdichtung der Wotjaken., MSFOu 102. Herausgeben von D. R. Fuchs, Helsinki, 1952.